# Мокода
Мокода́ — село (аул) в Шамильском районе Дагестана. Входит в состав сельского поселения «Сельсовет „Кахибский“».

## Географическое положение
Расположено в 11 км к юго-востоку от районного центра села Хебда, на левом берегу реки Згуртляр.

## Население
| 1926 | 1939 | 1970 | 1989 | 2002 | 2010 | 2021 |
| ---- | ---- | ---- | ---- | ---- | ---- | ---- |
| 90   | ↗97  | ↘80  | ↘67  | ↗89  | ↗98  | ↗122 |